# Live in Anaheim
Live in Anaheim is een livealbum (officieel ep) van de Canadese rockband Simple Plan. Het is een opname van een concert van de band in de Dew Burning Van, in Anaheim, Californië.

## Tracklist
| Nr. | Titel                   | Duur |
| --- | ----------------------- | ---- |
| 1.  | You Don't Mean Anything |      |
| 2.  | The Worst Day Ever      |      |
| 3.  | God Must Hate Me        |      |
| 4.  | Grow Up                 |      |
| 5.  | Addicted                |      |
| 6.  | One Day                 |      |
| 7.  | I'd Do Anything         |      |
| 8.  | Perfect                 |      |

Op het concert speelden ze ook de nummers "When I'm With You" en "Crash and Burn", maar deze staan niet op de cd.